# Josh Meyers
Joshua Dylan Meyers (8 de enero de 1976) es un actor y comediante estadounidense, conocido por ser un miembro del reparto de la serie Mad TV e interpretar a Randy Pearson en la octava y final temporada de That '70s Show. Él es el hermano más joven del reparto de Saturday Night Live y anfitrión de Late Night with Seth Meyers.

## Temprana edad y educación
Meyers nació en Bedford, Nuevo Hampshire, el 8 de enero de 1976, el más joven de dos muchachos nacidos de Hilary Claire Meyers (llamada Olson), una profesora francesa, y Laurence Meyers Jr., quien trabajaba en finanzas.
Él asistió a Manchester High School West en Mánchester, Nuevo Hampshire. Se graduó de la Northwest Universtity en Evanston, Illinois. El abuelo paterno de Meyers era judío askenazi, y sus otros ancestros son checo-austriacos y croatas (de su abuela paterna), suecos, inglés y alemán.

## Carrera

### MADtv
Meyers se unió oficialmente al reparto de MADtv en 2002, como un intérprete de la octava temporada. Él podría llenar el hueco de la Spishak Spokesperson que David Herman y Pat Kilbane, tenían previamente. Meyers fue también conocido por sus interpretaciones de celebridades, incluyendo: el hijo de Anna Nicole Smith, Daniel, varios miembros de N Sync (particularmente Justin Timberlake), el rapero Eminem, y actor Owen Wilson.
Las apariciones de Meyers en MADtv de Fox se difundieron opuestamente a las apariciones de su hermano Seth en "Saturday Night Live" de NBC, haciendo a Josh Meyers el único miembro de reparto de MADtv en tener un miembro de familia (relación de sangre o de otra forma) siendo un miembro de reparto en "Saturday Night Live". Esto fue referenciado en un episodio de la temporada 28 de "Saturday Night Live" en el cual Seth aparece en "Weekend Update" para hablar de su padre y le dice que apague MADtv y ponga atención en él.

### Otros trabajos
Cuando Topher Grace dejó "That '70s Show" al final de la temporada séptima, Meyers fue escogido como un reemplazo, estelarizando como Randy Pearson durante la octava y final temporada, esencialmente matando el show. En 2006, Meyers hizo una aparición en el largometraje "Date Movie", donde interpretó los personajes de Napoleon Dynamite y Owen Wilson de "Wedding Crashers".
Meyers tuvo un personaje de soporte en la película de 2008, "College Road Trip", y apareció junto a Pee-wee Herman en el espectáculo teatral de revivo de "The Pee-wee Herman Show on Broadway".

## Filmografía

### Cine
| Año  | Título                                                   | Personaje                                  | Notas |
| ---- | -------------------------------------------------------- | ------------------------------------------ | ----- |
| 2001 | Down                                                     | ESU policía #5                             |       |
| 2002 | Snapshots                                                | Hooligan en distrito de luz roja           |       |
| 2005 | The Adventures of Big Handsome Guy and His Little Friend | Bar jerk                                   | Corto |
| 2006 | Date Movie                                               | Parecido a Napoleon Dynamite / Owen Wilson |       |
| 2007 | Wrangling Coach Rankin                                   | Josh                                       | Corto |
| 2008 | College Road Trip                                        | Stuart                                     |       |
| 2009 | Brüno                                                    | Kookus                                     |       |
| 2010 | How to Make Love to a Woman                              | Andy Conners                               |       |
| 2013 | Straight A's                                             | Jason                                      |       |
| 2013 | Inventing Adam                                           | Adam                                       |       |
| 2013 | The Sidekick                                             | Jimmy T                                    | Corto |
| 2013 | Cafe Attitude                                            | N/A                                        | Corto |
| 2014 | Going to America                                         | Andy                                       |       |

### Televisión
| Año       | Título                              | Personaje          | Notas                                    |
| --------- | ----------------------------------- | ------------------ | ---------------------------------------- |
| 2002–2004 | MADtv                               | Varios             | 47 Episodios                             |
| 2003      | Half & Half                         | Big Fat Slim Jim   | 2 Episodios                              |
| 2004      | Life as We Know It                  | Sam Conner         | Episodio: "Family Hard-ships"            |
| 2005–2006 | That '70s Show                      | Randy Pearson      | Reparto principal (T 8); 21 Episodios    |
| 2006      | Lovespring International            | Cal                | Episodio: "The Portrait and the Painter" |
| 2011      | The Pee-wee Herman Show on Broadway | Varias voces       | Película de televisión                   |
| 2012      | Are You There, Chelsea?             | Dr. Carl Rosen     | Episodio: "The Gynecologist"             |
| 2012      | Breaking In                         | Abe Frohman        | Episodio: "Who's the Boss"               |
| 2013      | Newsreaders                         | Andrew Clatter     | Episodio: "Unborn Again"                 |
| 2013      | The Mindy Project                   | Adam               | Episodio: "Pretty Man"                   |
| 2013      | Behind the Candelabra               | Fiscal de Liberace | Película de televisión                   |
| 2014–2017 | Red Oaks                            | Barry              | Reparto principal                        |

### Web
| Año  | Título                        | Personaje                         | Notas                                              |
| ---- | ----------------------------- | --------------------------------- | -------------------------------------------------- |
| 2009 | Floored and Lifted            | Matthew                           | Episodio: "Matthew"                                |
| 2009 | My Long Distance Relationship | Profesor Barnes                   | Television film                                    |
| 2010 | Pee-wee Gets an iPad!         | Clocky / Conky                    | Voz. Funny or Die short                            |
| 2011 | Workshop                      | Agente de leasing de apartamentos | Episodio: "Sparkle White Gum"                      |
| 2012 | Dark Prophet                  | Agente Noah Parish                | Episode: "Pilot"                                   |
| 2013 | The Awesomes                  | Hombre perfecto / Matón #3        | Voz. 7 Episodios. Episodio: "Baby's Got Backstory" |
| 2014 | Charles, Your Hangover        | Rickey, el aprendiz               | Episodio: "The Apprentice"                         |
| 2016 | Kings of Con                  | Kent O'Grady                      | 1 Episodio                                         |